# 愛国公党
愛国公党（あいこくこうとう）は、
1. 最初の自由民権運動の政治結社。
2. 明治時代中期の政党。

## 愛国公党 (1874年)
征韓論、明治六年政変で下野した板垣退助らは、幸福安全社を基礎に明治7年（1874年）1月12日、東京京橋区銀座の副島種臣邸に同志を集めて結成。尊皇精神に加えて天賦人権論に基づき、基本的人権を保護し民撰議院設立を政府に要求することが当面の政治課題の第一であると謳っている。1月17日、板垣、副島らは政府に対して『民撰議院設立建白書』を提出した。建白書には、この他、後藤象二郎、江藤新平、小室信夫、由利公正、岡本健三郎、古沢滋が署名している。愛国公党は日本でも初期の政治結社に数えられ、後に板垣退助や片岡健吉が土佐で立志社を作る基となった。しかし、創立メンバーの江藤が佐賀の乱に加わったため表向きの活動を停止せざるを得ず、その活動を水面下に秘し、高知県においては表向きの政治結社として立志社に入れ替わる形となった。板垣自身は地方組織としての「立志社」と全国組織としての「愛国公党」という認識をその後も維持し、東京と高知の中間地である大阪を拠点として愛国社の結成に奔走した。これが国会期成同盟となり、日本最初の政治政党・自由党の起源となった。
日本で初めて「愛国」を名称に冠した組織・団体・結社として知られる。

## 愛国公党 (1890年)
明治23年（1890年）5月5日に、旧自由党土佐派を中心に設立された政党。大同団結運動分裂後の事態に対応して、板垣退助、植木枝盛たちが旧自由党員を愛国公党へ結集しようとしたのが党創設における契機となった。結党後、直ちに自由党、大同倶楽部と合同に向けて交渉が始まった。5月14日三派が合同し、庚寅倶楽部を結成する旨を決議した。8月4日愛国公党は解党し、さらに九州同志会を含めた四派が合同して、9月15日に立憲自由党を結成した。